# خواهر دوست‌داشتنی من
خواهر بزرگ تر من (به کره‌ای: 누나 드라마) که با نام تغییر یافتهٔ خواهر دوست‌داشتنی من از شبکه فارسی ۱ و به کارگردانی اوه کیونگ هون، و به نویسندگی کیم جونگ سو، یک سریال کره‌ای است که از ۱۲ آگوست ۲۰۰۶ تا ۱۸ فوریه ۲۰۰۷ به عنوان درام آخر هفته شبکه‌ام بی سی، پخش می‌شد.
پخش مجدد سریال در نوروز ۹۰ اغاز شد

## خلاصهٔ داستان
داستان حول زندگی دختری بیست و چندساله می‌چرخد که ناگهان پس از فوت غیرمنتظره پدرش، به همراه برداران کوچکش به دل (درون) دنیای بی رحم پرت می‌شود. در زمانی بسیار کوتاه، دو روی کاملاً متفاوت زندگی را تجربه می‌کند. رو به رو شدن با فقر، چیزی که برای او بسیار ترسناک تر و ناشناخته تر از غم و اندوه است، و از طرفی تحمل فشارهای روانی که حتی سخت تر از بی پولی است. خوشبختانه مردی وجود دارد که همیشه نزدیک اوست و با خونسردی و آرامش از او حمایت می‌کند. او با کمک این مرد ساده و دلسوز و خانواده‌اش، موفق می‌شود بر مشکلاتش غلبه کند و سرانجام با تکیه بر توانایی‌ها و دارایی‌هایش، جایگاه اصلی خود را در زندگی بازیابد.

## یون سیون جو/ ۲۶ ساله (سانگ یون آه)
دانشجوی با اعتماد به نفس (برجسته) مقطع فوق لیسانس رشته هنر.
هنگامی که پدر بیوه‌اش که ثروت قابل ملاحظه‌ای نیز داشت (پدر بیوه ثروتمندش)، ناگهان فوت می‌کند، او مجبور می‌شود از خانواده‌اش که کلیه دارایی شان را پس از فوت پدر از دست داده‌اند، مراقبت کند. زنی بسیار مصمم که حتی از تنبیه برادرانش موقعی که نافرمانی می‌کردند، اباعی نداشت. پس از مرگ پدر، چشمانش به روی حقایق وحشتناک دنیای بی رحم باز می‌شود.

## کیم ژرن-وو/۳۳ ساله (کیم سونگ سپ)
مدرس پاره وقت دانشگاه که ادبیات تدریس می‌کند. علاقه‌ای به مال دنیا و شهرت ندارد، او مردی ساده و بی دغدغه است.
واقعاً از تمدن دیجیتالی دنیای مدرن، راضی نیست.
فارغ التحصیل علوم انسانی است که می‌خواهد تمام عمرش را صرف مطالعه کند، اما زمانی که می‌بیند خانواده‌اش به سختی امرار معاش می‌کنند (زندگی مادی سختی دارند) از تصمیمش پشیمان می‌شود. او عاشق سیون جو است اما چون معتقد است اگر از او تقاضای ازدواج کند و بخواهد که با خانواده فقیر آنها وصلت کند، ممکن است سد راه پیشرفت سیون جو شود، او را رها کرده است. او همیشه فکر می‌کرد سیون جو می‌تواند با سفر به اقصی نقاط اروپا از زندگیش لذت ببرد، اما روزی متوجه می‌شود که سرنوشت ثروت او را گرفته و او دیگر نه جایی برای ماندن دارد و نه کسی برای پناه بردن. قاعدتاً حالا نوبت سیون جو است که از او دوری کند.
شرایط سخت سیون جو، به قدری ژرن وو را آزار می‌دهد که گویی خودش درگیر این شرایط است و به دنبال راه‌هایی می‌گردد که بدون آسیب رساندن به غرور بیش از حد سیون جو، به او کمک کند. او فقط یک عاشق نیست بلکه مردی بالغ و کامل است که برای سیون جو نقش یک پدر یا یک برادر بزرگتر را بازی می‌کند و به او عشقی مشابه عشق یک خانواده را می‌دهد.

## یون سو-آ/ ۲۵ ساله (هیو یونگ-ران)
آرام و خوددار. اما پشت ظاهر آرام و مهربانش، حسادتی ریشه دار و پنهان نسبت به سیون جو موج می‌زند، سیون جویی که از دوران بچگی دوست او بود. او قبل از سیون جو با ژرن وو آشنا شده بود و احساسات پنهانی نسبت به او در دل می پروراند. اما موقعی که دید سیون جو با شور و حرارت به دنبال ژرن وو است، بدون اینکه حتی احساسات خودش را به درستی بازگو کند، کنار کشید. او با پوشیدن لباس‌های دست دوم (کهنه) سیون جو بزرگ شده بود و با اسباب بازی‌هایی که سیون جو دور می‌ریخت، بازی می‌کرد. از دوران بچگی فکر می‌کرد سیون جو بهترین غذاهای دنیا را می‌خورد و تمام چیزهای خوب دنیا را دارد. حتماً اگر روزی سیون جو به خاطر از دست دادن خانواده‌اش، غمگین می‌شد، حتماً او هم همراه سیون جو اشک می‌ریخت و با او اظهار همدردی می‌کرد. اما به نظر می‌رسید سیون جو به خوبی از پس سختی‌های زندگیش برآمد. به همین خاطر حسادتش بیشتر و بیشتر می‌شد تا حدی که دیگر قابل کنترل نبود.

## کیم ژؤن-ساو/۲۶ ساله (کانگ کیونگ-جون)
مرد جوانی که برای پول درآوردن هر کاری می‌کند. تنها آرزویش اینست که یک آپارتمان بسازد که پایینش مغازه هم داشته باشد و بتواند ماهیانه چیزی حدود ۶-۵ میلیون درآمد از اجاره آنها، کسب کند، جایی که بتواند به همراه خانواده و برادرش به خوشی و خرمی زندگی کند (البته در طبقات مختلف آن ساختمان). تنها سرگرمی او که هیچ هزینه‌ای هم ندارد، مسخره کردن نوح یو-سان، دختر مجرد سرسخت (کله شق) همسایه، است. او معتقد است عشق و مزخرفاتی از این قبیل، کار آدم‌هایی است که هیچ کار بهتری ندارند که انجام بدهند.